# 헤더 매터래조
헤더 에이미 매터래조(영어: Heather Amy Matarazzo, 1982년 11월 10일 ~ )는 미국의 배우이다.

## 출연 작품
- 프린세스 다이어리
- 스크림3
- 인형의 집으로 오세요